# Basse-Wez
Basse-Wez is een Belgisch historisch merk van motorfietsen.

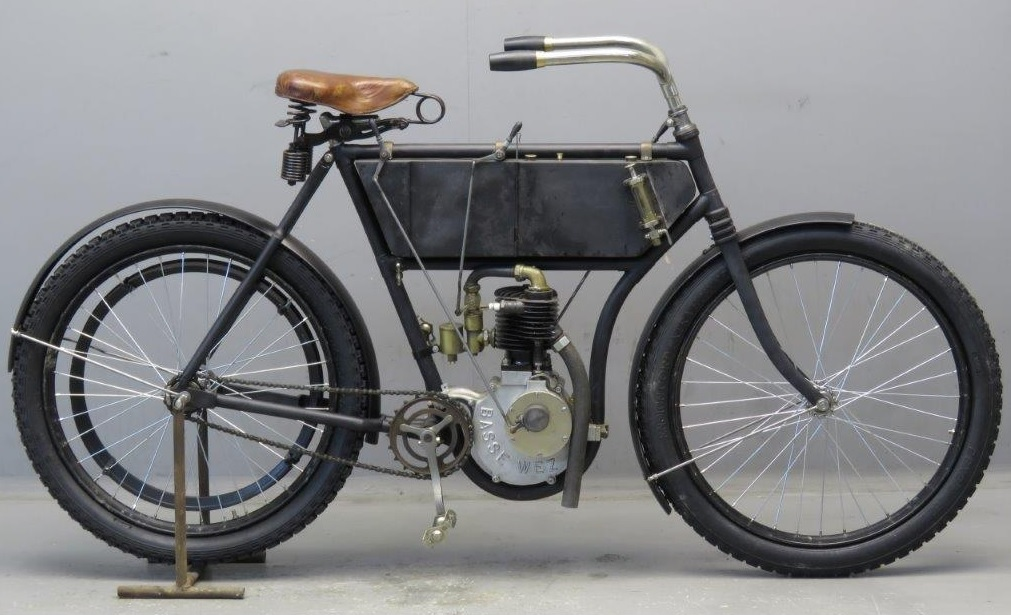
Basse-Wez 327 cc uit 1904

De bedrijfsnaam was: SA de Basse-Wez, Liège. Rue de Basse-Wez is een straatnaam in Luik waar het bedrijf op nummer 194 gevestigd was.
De Société Anonyme de Basse-Wez werd al in 1896 opgericht. De motorfietsproductie duurde niet lang: de eerste modellen werden waarschijnlijk geïntroduceerd op de show in Brussel in februari 1903. Men construeerde twee verschillende snuffelklepmotoren met hetzelfde carter, die beiden een slag van 76 mm hadden. Het kleinste model kwam door een boring van 67 mm op 268 cc en leverde 1¾ pk. Het tweede model had een boring van 74 mm (327 cc) en leverde 2¾ pk. De motoren waren gemonteerd in een loop frame. Alle modellen hadden een accu/bobine-ontsteking en een FN-carburateur.
Het moet redelijk succesvol zijn geweest: volgens een advertentie uit 1904 waren er importeurs in Vlaardingen en New York.
Hoewel men claimde dat de motorblokken in eigen beheer werden gebouwd, waren de latere modellen (zoals op de foto) voorzien van een blok dat veel leek op de Kerry-blokken die nog geen vijf kilometer van het bedrijf bij Saroléa werden gemaakt.
De productie van motorfietsen bij Basse-Wez eindigde in 1905.